# John Lowther (1er baronnet)
John Lowther, 1er baronnet (1er avril 1759 - 19 mars 1844) de Swillington, Yorkshire est un propriétaire terrien anglais et membre du Parlement. 

## Biographie
Il est le deuxième fils de William Lowther (1er baronnet) et fait ses études à la Westminster School et au Trinity College de Cambridge. 
Le 4 septembre 1790, il épouse Elizabeth Fane (décédée en 1844), fille de John Fane (9e comte de Westmorland). Ils ont quatre enfants: 
- John Henry Lowther, 2e baronnet (1793-1868)
- George William Lowther (17 octobre 1795 - 1805)
- Charles Lowther (3e baronnet) (1803–1894)
- Elizabeth Lowther (décédée le 2 octobre 1863), célibataire

Il achète le domaine à Wilton Castle vers 1806 et y construit un nouveau manoir. Quelque temps après sa création comme Comte de Lonsdale, son frère aîné lui cède le domaine de Swillington. Il est lui-même créé baronnet le 3 novembre 1824. 
Il est décédé en 1844 et son fils aîné John Henry Lowther lui succède.